# فرودگاه هوفپاویر
فرودگاه هوفپاویر (به انگلیسی: Hoffpauir Airport) یک فرودگاه واقع در کیتی، تگزاس، ایالات متحده آمریکا است.